# Diospyros kabuyeana
Diospyros kabuyeana är en tvåhjärtbladig växtart som beskrevs av Frank White. Diospyros kabuyeana ingår i släktet Diospyros och familjen Ebenaceae. Inga underarter finns listade i Catalogue of Life.